# Пиетралунга
Пиетралу̀нга (на италиански: Pietralunga) е село и община в Централна Италия, провинция Перуджа, регион Умбрия. Разположено е на 566 m надморска височина. Населението на общината е 2270 души (към 2010 г.).